# Folder
Een folder of vouwblad is drukwerk dat bestaat uit één blad dat een of meer malen is gevouwen, of meerdere bladen die eenmaal zijn gevouwen (uit het Engels: to fold = vouwen), vaak tot een boekje dat niet groter is dan A5. Een folder onderscheidt zich van ander drukwerk in boekvorm doordat het meerdere pagina's heeft maar niet is gebonden. Ook een ongevouwen blad bestaande uit slechts 1 vel papier (zoals een pamflet voor reclame en propaganda) wordt vaak folder genoemd, hoewel hiervoor ook de benamingen flyer en strooibiljet gangbaar zijn. Het huis aan huis en op straat verspreiden van strooibiljetten of folders wordt 'folderen' genoemd, zoals het verspreiden van politieke boodschappen in verkiezingstijd of van reclame voor een artikel of een winkel.

## Doel

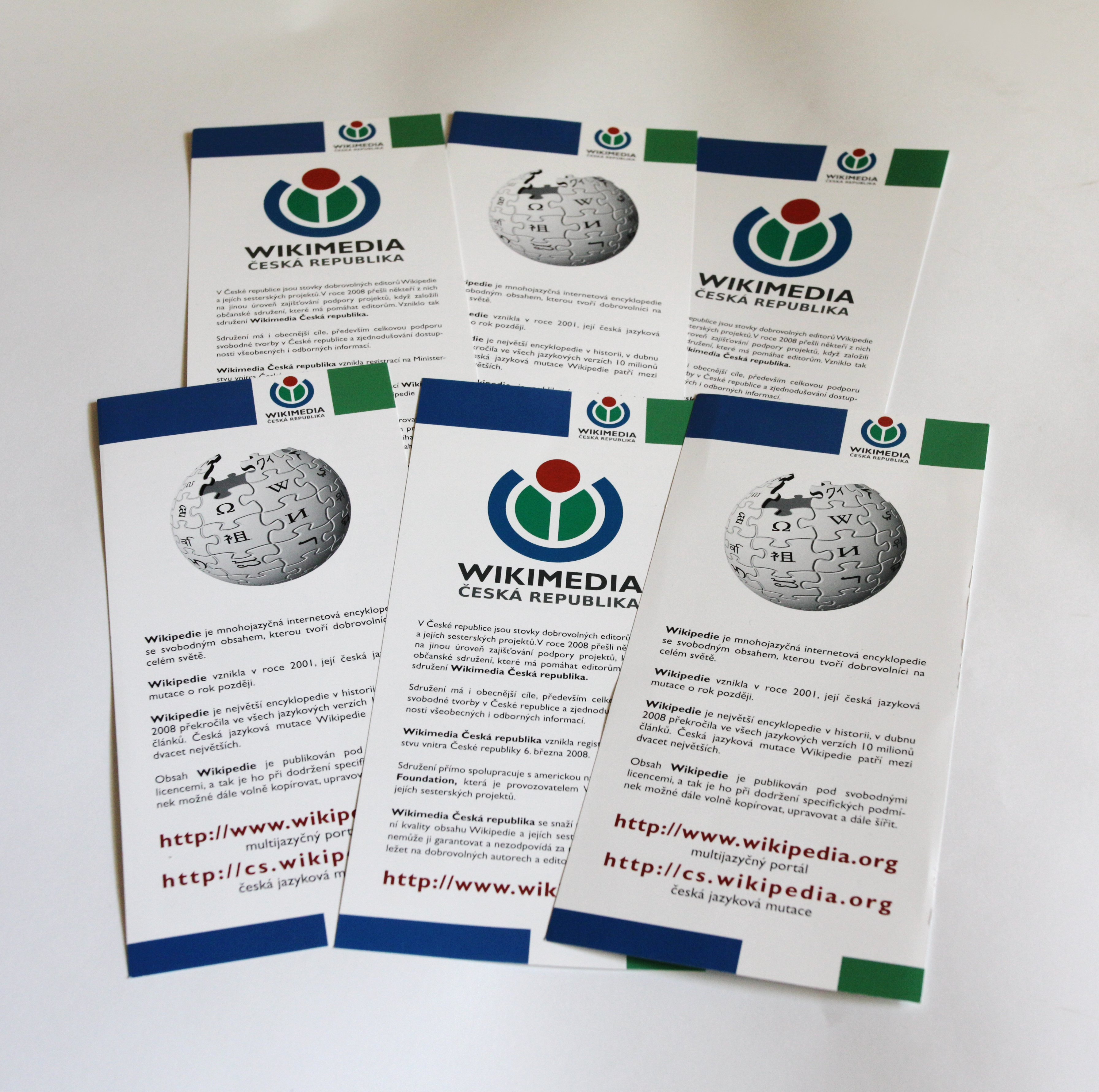
Enkele folders

Folders dienen vaak voor reclame, propaganda of neutrale informatie, voor een algemeen publiek of een specifieke doelgroep, en zijn meestal gratis verkrijgbaar. (Als een folder op aanvraag wordt toegezonden dan kunnen soms verzendkosten verschuldigd zijn.) Folders met neutrale informatie staan bijvoorbeeld in rekken bij de huisarts of in het gemeentehuis, het buurthuis of het museum. 
Filmladder-folders zijn verkrijgbaar in bioscopen, enz. Reclamefolders worden vaak in geadresseerde of ongeadresseerde vorm verspreid. Geadresseerde verspreiding richt zich doorgaans op een specifieke doelgroep. Ongeadresseerde verspreiding gebeurt minder selectief, vaak huis aan huis. 
Ook op straat worden soms folders uitgedeeld. Ze worden dan uitgereikt aan iedereen die ze aan wil pakken zonder nog te weten waar de folder over gaat, of selectief uitgereikt aan personen die tot de doelgroep behoren, bijvoorbeeld op basis van geslacht en leeftijd, of alleen aan mensen die eerst op de hoogte worden gesteld van het onderwerp, en op basis daarvan de folder willen hebben. Deze folders zijn bijvoorbeeld om evenementen mee aan te kondigen, of tijdens demonstraties om de standpunten van een politieke partij of een actiegroep uit te dragen.

## Papierformaat
Het meest gebruikte papierformaat voor een folder is A4 (210 x 297 mm) dat één slag over de lengte wordt gevouwen tot A5 (148,5 x 210 mm). Een A5-folder wordt met de vouw rechts gelezen en telt op die manier 4 pagina's. Er zijn echter vele varianten mogelijk met verschillende papierformaten die een of meer malen worden gevouwen. Het kenmerk van een folder is wel steeds dat de vouwen in dezelfde richting zijn, dus niet kruislings. Daarnaast kan een vel papier maar een beperkt aantal malen worden gevouwen zonder concessies te doen aan de presentatie van het gevouwen resultaat. Een folder telt daarom meestal 4 tot maximaal 8 pagina's.

## Digitale folders
Soms wordt elektronische informatie aangeboden in het format van een folder, bijvoorbeeld met vier pagina's in de volgorde 4,1,2,3. De reden kan zijn dat er ook een daadwerkelijke papieren folder is, en dat het bestand toch al wordt gebruikt bij de productie van de papieren folder, en/of om door het printen van het bestand gemakkelijk het format van de papieren folder te reproduceren.
Zulke elektronische folders zijn al in groten getale in pdf-formaat terug te vinden op internet. Het pdf-formaat maakt het mogelijk de folder inclusief beeldmateriaal en opmaak op elk type computer te vertonen. Dit maakt het pdf-formaat bijzonder geschikt voor verspreiding op het internet. Omdat in de elektronische vorm geen sprake is van gebonden of niet-gebonden pagina's, vervalt daarmee in deze vorm het onderscheid tussen de folder, het strooibiljet en de brochure.